# Polskie Towarzystwo Fotograficzne (1948–1961)
Polskie Towarzystwo Fotograficzne – ogólnopolskie stowarzyszenie fotograficzne, istniejące w latach 1948–1961, reprezentujące, wspierające i popularyzujące amatorski i społeczny ruchu fotograficzny w Polsce.

## Działalność
Polskie Towarzystwo Fotograficzne powstało z inicjatywy ówczesnego Polskiego Związku Artystów Fotografów – późniejszego (od 16 listopada 1947 roku) Polskiego Związku Artystów Fotografików i ostatecznie (od 1951 roku) Związku Polskich Artystów Fotografików. W dniu 7 grudnia 1947 roku w czasie Walnego Zjazdu Delegatów, przedstawicieli stowarzyszeń fotograficznych z całego kraju – w Warszawie uchwalono statut PTF – zatwierdzony 23 kwietnia 1948 roku. Od tego czasu wszystkie kluby, koła i towarzystwa fotograficzne działające w Polsce – przemianowano na oddziały Polskiego Towarzystwa Fotograficznego. 
Współzałożycielami powojennego Polskiego Towarzystwa Fotograficznego byli m.in. Leonard Sempoliński, Tadeusz Cyprian oraz Witold Czerkawski, którzy współtworzył PTF od 1947 roku. Celem działalności PTF była centralizacja amatorskiej i społecznej działalności oraz twórczości fotograficznej w poszczególnych miejscowościach – po II wojnie światowej, miejscowościach w których były zawiązywane terenowe oddziały Polskiego Towarzystwa Fotograficznego. Zarząd Główny PTF (do 1954 roku z siedzibą w Poznaniu – od 1954 z siedzibą w Warszawie) powołał instytucję dorocznych Ogólnopolskich Wystaw Fotografiki, co roku organizowanych przez inny oddział PTF, w których aktywnie uczestniczyli również członkowie Związku Polskich Artystów Fotografików. Oddział PTF w Poznaniu był wydawcą jedynego wówczas czasopisma fotograficznego Świat Fotografii. Polskie Towarzystwo Fotograficzne współpracowało z innymi organizacjami fotograficznymi w Polsce i za granicą – m.in. z Międzynarodową Federacją Sztuki Fotograficznej FIAP.
W czasie Walnego Zjazdu Delegatów w 1958 roku zdecydowano się na reorganizację PTF, w wyniku czego – w 1961 roku PTF zostało rozwiązane wraz z oddziałami stowarzyszenia działającymi na terenie całego kraju, które przekształciły się w samodzielne towarzystwa fotograficzne mające własną osobowość prawną, wspierane (dotowane) przez lokalne władze samorządowe. W miejsce zlikwidowanego Polskiego Towarzystwa Fotograficznego – w 1961 roku powstała Federacja Amatorskich Stowarzyszeń Fotograficznych w Polsce, będąca spadkobierczynią i kontynuatorką działań PTF – zrzeszającą nieprofesjonalne stowarzyszenia fotograficzne (prowadzące już samodzielną działalność fotograficzną w swoim środowisku) oraz reprezentującą ich interesy twórcze w kraju i za granicą

## Struktury PTF

### Władze naczelne
- Walny Zjazd Delegatów
- Zarząd Główny
- Główna Komisja Rewizyjna
- Główna Komisja Rozjemcza
- Główna Komisja Kwalifikacyjna

Źródło

### Władze oddziałów
- Walne Zebranie
- Zarząd
- Komisja Rewizyjna
- Komisja Rozjemcza
- Komisja Kwalifikacyjna

Źródło

## Członkowie Zarządu Głównego PTF
- Henryk Derczyński (prezes 1950)
- Zygmunt Obrąpalski (wiceprezes 1950)
- Tadeusz Zygler (prezes 1954)
- Jan Mierzanowski (wiceprezes 1954)
- Leonard Sempoliński (przewodniczący 1956)
- Wacław Żdżarski (sekretarz 1956)
- Witold Dederko (skarbnik 1956)
- Zygmunt Obrąpalski (przewodniczący 1958)
- J. Beeger (wiceprzewodniczący 1958)

Źródło